# Karwieńskie Błoto Pierwsze
Karwieńskie Błoto Pierwsze est une localité polonaise de la voïvodie de Poméranie, du powiat de Puck et de la gmina de Krokowa. 
Entre 1975 et 1998, la ville faisait partie administrativement de la voïvodie de Gdańsk. Karwieńkie Błoto Pierwsze est l'un des derniers hameaux d'Olędrzy préservé en Pologne. 